# Zimski dvorec
Zimski dvorec (rusko Зимний дворец, tr. Zimnij dvorec) je bil uradno prebivališče ruskih carjev od leta 1732 do 1917. Danes dvorec  in njegova okolica tvorijo muzej Ermitaž. Stoji med Dvornim nabrežjem in Dvornim trgom v Sankt Peterburgu, poleg mesta prvega Zimskega dvorca Petra Velikega. Sedanja oziroma četrta stavba Zimskega dvorca je bila zgrajena in spreminjana skoraj neprekinjeno med letoma 1730 in 1837, ko jo je močno poškodoval požar in je bila takoj obnovljena.  Nevihta v dvorcu leta 1917, kot je upodobljena v sovjetski propagandni umetnosti in filmu Oktober Sergeja Eisensteina iz leta 1927, je postala ikonični simbol ruske revolucije.
Dvorec  je bil zgrajen v monumentalnem obsegu, ki naj bi odražal moč in veličino carske Rusije. Iz dvorca je car  do konca 19. stoletja vladal več kot 22.400.000 kvadratnim kilometrom (skoraj 1/6 zemeljskega kopna) in več kot 125 milijonom ljudem. Oblikovali so ga mnogi arhitekti, predvsem Bartolomeo Rastrelli, v slogu petrovskega baroka. Zeleno-bel dvorec ima obliko podolgovatega pravokotnika, njegova glavna fasada pa je dolga 215 metrov in visoka 30 m. Izračunano je, da Zimski dvorec vsebuje 1886 vrat, 1945 oken, 1500 sob in 117 stopnišč. Po resnem požaru je obnovitev dvorca iz leta 1837 zunanjost pustila nespremenjeno, vendar so bili veliki deli notranjosti preoblikovani v različnih okusih in slogih, zaradi česar je dvorec opisan kot »dvorec 19. stoletja, ki ga je navdihnil model v rokoko slogu«.
Leta 1905 se je zgodil krvavi nedeljski pokol, ko so demonstranti krenili proti Zimskemu dvorcu, zato se je carska družina odločila živeti v bolj varni in osamljeni Aleksandrovi palači v Carskem selu in se vrnila v Zimski dvorec le za formalne in državne priložnosti. Po februarski revoluciji leta 1917 je bil dvorec kratek čas sedež ruske začasne vlade, ki jo je vodil Aleksander Kerenski. Kasneje istega leta je palačo napadel odred vojakov in mornarjev Rdeče armade - odločilni trenutek rojstva sovjetske države.

## Zimski dvorec Petra Velikega (1711–1753)
Po vrnitvi z velikega potovanja leta 1698 je Peter I. Ruski začel politiko westernizacije in širitve, ki naj bi preoblikovala Rusko carstvo v glavno evropsko silo. Ta politika se je kazala z opeko in malto z ustanovitvijo novega mesta, Sankt Peterburga, leta 1703. Kultura in oblikovanje novega mesta sta bila namenjena zavestnemu zavračanju tradicionalne ruske arhitekture, ki je bila pod vplivom Bizanca, kot je na primer takrat moderen moskovski barok, v prid klasično navdahnjene arhitekture, ki je prevladovala v velikih evropskih mestih. Car je načrtoval, da bo njegovo novo mesto zasnovano v flamskem renesančnem slogu, pozneje imenovanem petrovski barok in to je bil slog, ki ga je izbral za svoj nov dvorec v mestu. Prva kraljeva rezidenca na tem mestu je bila skromna brunarica, tedaj imenovana Domik Petra I., zgrajena leta 1704, in je bila obrnjena proti reki Nevi. Leta 1711 so jo prepeljali na Petrovsko Naberežne , kjer stoji še danes. Na očiščenem mestu je med letoma 1711 in 1712 začel graditi večjo hišo. To hišo, ki se danes imenuje prvi Zimski dvorec, je zasnoval Domenico Trezzini.
18. stoletje je bilo obdobje velikega razvoja evropske kraljevske arhitekture, saj se je potreba po utrjenem bivanju postopoma zmanjševala. Ta postopek, ki se je začel v poznem 16. stoletju, je pospešeno nadomeščal gradove po močnejših evropskih državah v velike klasične dvorce. Eden najzgodnejših in najpomembnejših primerov je bila Versajska palača Ludvika XIV. V veliki meri dokončana leta 1710 je Versailles - s svojo velikostjo in sijajem - okrepil rivalstvo med evropskimi suvereni. Peter Veliki Ruski, ki si je želel promovirati vse zahodne koncepte, si je želel imeti sodobno palačo, kot njegovi kolegi vladarji. Vendar pa Peter, za razliko od nekaterih njegovih naslednikov, nikoli ni stremel h konkurenci Versaillesu.
Prvi Zimski dvorec je bila skromna stavba dveh glavnih nadstropij pod skrilasto streho. Zdi se, da se ga je Peter kmalu naveličal, saj je bila leta 1721 postavljena druga različica Zimskega dvorca pod vodstvom arhitekta Georga Mattarnovyja. Ta, čeprav še vedno zelo skromen v primerjavi s kraljevskimi dvorci v drugih evropskih prestolnicah, je bil v dveh nadstropjih nad zidanim pritličjem, osrednji pediment pa podprt s stebri. Tu je leta 1725 umrl Peter Veliki.
Zimski dvorec ni bil edini dvorec v nedokončanem mestu ali celo najbolj čudovita, saj je Peter svojim plemičem naročil, naj zgradijo kamnite stavbe in tam preživijo pol leta. To je bil nepriljubljen ukaz; Sankt Peterburg je bil ustanovljen na močvirju z malo sončne svetlobe in govorilo se je, da bo tam rastlo le zelje in repa. Za gorivo je bilo prepovedano sekati drevesa, zato je bila topla voda dovoljena le enkrat na teden. Le Petrova žena, carica Katarina, se je pretvarjala, da uživa življenje v novem mestu.
Kot rezultat suženjskega dela iz vsega carstva, je delo v mestu hitro napredovalo. Ocenjujejo, da je v dvajsetih letih med gradnjo mesta umrlo 200.000 ljudi. Takratni diplomat, ki je mesto označil za »kopico vasi, povezanih skupaj, kot kakšen nasad v Zahodni Indiji«, ga je le nekaj let pozneje označil za »čudo sveta, če upoštevamo njegove veličastne dvorce«. Nekatere nove stavbe v Petrovem ljubljenem flamskem baročnem slogu, kot sta Kikinova dvorana in Menšikova palač, še vedno stojijo.

## Dvorec , 1725–1855
Po smrti Petra Velikega leta 1725 je bilo mesto Sankt Peterburg še vedno daleč od središča zahodne kulture in civilizacije, ki si ga je zamislil. Številni aristokrati, ki jih je car prisilil, da se naselijo v Sankt Peterburg, so odšli. Volkovi so ponoči pohajkovali po trgih, medtem ko so se nezadovoljni kmetje, uvoženi za izgradnjo carjevega novega mesta in baltske flote, pogosto upirali.
Petra I. je nasledila njegova vdova Katarina I., ki je vladal vse do svoje smrti leta 1727. Njo je nasledil vnuk Petra I., Peter II., ki je leta 1727 Mattarnovyjev dvorec močno povečal z arhitektom Domenicom Trezzinijem. Trezzini, ki je leta 1711 zasnoval Poletno palačo, je bil eden največjih zagovornikov petrovskega baročnega sloga, ki je zdaj popolnoma preoblikoval in razširil obstoječ Zimski Mattarnovyjev dvorec tako, da je ta postal le eden od dveh zaključnih paviljonov novega in tretjega Zimskega dvorca.
Leta 1728, kmalu po dokončanju tretjega dvorca, je carski dvor zapustil Sankt Peterburg in se preselil v  Moskvo, Zimski dvorec pa je izgubil status glavne carske rezidence. Moskva je bila znova razglašena za glavno mesto, ki je bilo Sankt Peterburgu dodeljeno leta 1713. Po smrti Petra II. leta 1730 je prestol prešel na nečakinjo Petra I., Ano Ivanovno, kneginjo Courlandsko.

### Ana (1730–1740)
Nova carica je bolj skrbela za Sankt Peterburg kot njene predhodnice; znova je ustanovila carski dvor v Zimskem dvorcu in leta 1732 je Sankt Peterburg uradno zamenjal Moskvo kot prestolnica Rusije, položaj, ki ga je obdržal do leta 1918.
Carica je ob vrnitvi v Sankt Peterburg prezrla tretji Zimski dvorec in se nastanila v sosednji Apraksinovi palači. Leta 1732 je arhitektu Francescu Bartolomeu Rastrelliju naročila, naj v celoti obnovi in razširi  Apraksinovo palačo, vključno z drugimi sosednjimi stavbami. Tako jedro četrtega in končnega Zimskega dvorca ni dvorec Petra Velikega, ampak dvorec generala admirala Fjodorja Matvejeviča Apraksina.
Carica Ana, čeprav je bila nepriljubljena in je veljala za »dolgočasno, grobo, debelo, ostro in zlobno« , si je zaželela, da bi na svoj dvor vnesla bolj civiliziran in kultiviran zrak. Za svoje služabnike je zasnovala nove livreje in po naročilu sta medico in vodko zamenjala šampanjec in burgundec. Bojarjem je naročila, naj svoje navadno pohištvo zamenjajo z mahagonijem in ebenovino, medtem ko so njeni lastni okusi v notranjem dekorju vodili do toaletne mize iz trdnega zlata in stol z nočno posodo iz srebra, obloženega z rubini. Prav na takšnem ozadju veličastnosti in ekstravagantnosti je dala prvo žogo v na novo dokončano galerijo pri Zimskem dvorcu, ki je sredi ruske zime spominjala na oranžni gaj. Ta, četrta različica Zimskega dvorca, naj bi bil projekt arhitekta Rastrellija v času vladavine carice Ane.

### Elizabeta (1741–1762)
Otroka carja Ivana VI., ki je nasledil Ano leta 1740, je kmalu v brezčutnem državnem udaru nasledila velika kneginja Elizabeta, hči Petra Velikega. Nova carica Elizabeta, ki je skoraj vse pristojnosti prenesla na svoje favorite, si je privoščila življenje užitka, zaradi česar je dvor v Zimskem dvorcu pozneje ruski zgodovinar Vasilij Klučevski opisal kot kraj »pozlačenega hudomušja«.
V času Elizabetine vladavine je Rastrelli, ki še je vedno deloval na svojem prvotnem načrtu, leta 1753 zasnoval povsem novo shemo v kolosalnem merilu - sedanji Zimski dvorec. Hitro dokončanje dvorca je postala stvar časti za carico, ki ga je obravnavala kot simbol državnega prestiža. Dela na stavbi so se nadaljevala vse leto, tudi v najtežjih mesecih zime. Pomanjkanje ruskemu ljudstvu in vojski, ki ga je povzročila sedemletna vojna, ni smelo ovirati napredka. Za projekt je bilo dodeljenih 859.555 rubljev, kar je znesek, ki ga je zbral davek na gostilne v državni lasti. Čeprav so delavci zaslužili mesečno plačo v višini le enega rublja, so stroški projekta presegli proračun toliko, da je delo prenehalo zaradi pomanjkanja sredstev kljub caričini obsesivni želji po hitrem zaključku. Konec koncev so bili za financiranje dodatnih stroškov povišani davki na sol in alkohol, čeprav so bili ruski ljudje že obremenjeni z davki za plačilo vojne. Končni stroški so znašali 2.500.000 rubljev. Do leta 1759, tik pred Elizabetino smrtjo, se je Zimski dvorec zares vreden imena bližal koncu gradnje.

### Katarina II. (1762–1796)
Cesarica Elizabeta je nemško princeso Sophie Anhalt-Zerbst izbrala za nevesto svojega nečaka in naslednika Petra III. Poroka ni bila uspešna, vendar je bila ta princesa kot Katarina Velika povezana z Zimskim dvorcem. Leta 1762 je po državnem udaru, v katerem je bil umorjen njen mož, Katarina na balkonu Zimskega dvorca paradirala s sedemletnim sinom Pavlom pred navdušeno množico. [24] Sina pa ni predstavljala kot novega in zakonitega vladarja Rusije; to čast si je uzurpirala sama.
Katarinino pokroviteljstvo arhitektov Ivana Starova in Giacoma Quarenghija je videlo povečanje in preoblikovanje dvorca. V tem času je bila operna hiša, ki je obstajala v jugozahodnem krilu dvorca, odstranjena, da bi zagotovila stanovanja za člane Katarinine družine. Leta 1790 je Quarenghi preoblikoval pet Rastrellijevih državnih sob, da bi ustvaril tri prostrane dvorane Nevsko enfilado (Envilada je v arhitekturi nabor sob, ki so formalno povezane med seboj). Katarina je bila odgovorna za tri velike sosednje dvorce, ki so jih skupaj poznali kot Ermitaž - ime, po katerem naj bi 150 let pozneje postal znan celoten kompleks, vključno z Zimskim dvorcem.
Katarino je navdušil francoski arhitekt Jean-Baptiste Vallin de la Mothe, ki je zasnoval Cesarsko akademijo umetnosti (tudi v Sankt Peterburgu) in mu naročila, naj v Zimski dvorec doda novo krilo. To je bilo mišljeno kot kraj umika od formalnosti in ceremonij dvora. Katarina ga je krstila kot Ermitaž, ime, ki ga je njena predhodnica carica Elizabeta uporabljala za opisovanje svojih zasebnih sob znotraj dvorca.
Notranjost krila Ermitaž naj bi bila preprosta v nasprotju z notranjostjo Zimskega dvorca. Dejansko naj bi koncept Ermitaža kot umik predlagal Katarini Jean-Jacques Rousseau, ta zagovornik preprostega življenja. V resnici je bil še en velik dvorec sam po sebi, ki ga je z glavnim dvorcem povezal niz pokritih sprehajalnih poti in ogrevanih dvorišč, po katerih so letale redke eksotične ptice. Prepoznaven je bil po svojih finih portikih in pozornosti do podrobnosti občutljive narave, bogato opremljen z vedno večjo umetniško zbirko.
Likovna zbirka dvorca je bila sestavljena naključno na eklektičen način, pogosto s pogledom na količino in ne na kakovost. Mnoge umetnine, ki so bile kupljene, so prispele kot del delovnega sklopa, ko je suveren pridobil cele že pripravljene zbirke. Carski veleposlaniki v Rimu, Parizu, Amsterdamu in Londonu so bili poučeni, da morajo v njenem imenu paziti in kupiti tisoče neprecenljivih umetniških del. Ironično je, da je visoka družba Sankt Peterburga in razširjena družina Romanovih izsiljevala zadnjo rusko carico, ker je dvorcu dala poštno naročilo Londončanu Maplesu, je sledila praksam Katarine Velike, ki je, če ne ravno po "pošti", zagotovo kupila 'nevideno'.
Na ta način je med leti 1764 in 1781 Katarina Velika pridobila šest večjih zbirk: zbirke Johanna Ernsta Gotzkowskega; Heinricha von Brühla, Pierra Crozata, Horaca Walpoleja, Sylvestre-Raphaela Baudouina in nazadnje leta 1787 zbirko Johna Lyde-Browna. Ti veliki sklopi umetnosti so vključevali dela mojstrov kot so Rembrandt, Rubens, Tizian, Rafael, Tiepolo, van Dyck in Reni. Nakup 225 slik, ki tvorijo zbirko Gotzkowsky, je bil Katarinin osebni ponos. Gotzkowsky jo je sestavil za Katarininega nasprotnika Friderika Velikega Pruskega, ki si zaradi svojih vojn z Rusijo ni mogel privoščiti plačila za to. Ta zbirka je vključevala nekaj imenitnih flamskih in nizozemskih del, med njimi najpomembnejši Portret mladeniča z rokavico Fransa Halsa. Leta 1769 je zbirka Bruhl v Zimski dvorec prinesla še dva dela Rembrandta, Portret učenjaka in Portret starca v rdečem.
Medtem ko so nekateri vidiki tega maničnega zbiranja lahko bili izraz Katarinine želje po spoznanju svojih intelektualnih konceptov, je obstajala tudi bolj temeljna motivacija: nujnost. Le dvajset let prej je bila tako redka oprema carskih palač, da je bilo treba postelje, ogledala, mize in stole prenašati med Moskvo in Sankt Peterburgom vsakič, ko se je dvor preselil.
Ko se je dvorec napolnil z umetnostjo, se je prelila v Ermitaž. Tako velika Katarinina umetniška zbirka je sčasoma zahtevala, da je bilo treba naročiti nemškemu arhitektu Juriju Veltenu, da zgradi drugi in večji prizidek dvorca, ki je sčasoma postal znan kot Stari Ermitaž (15). Kasneje je Katarina naročila še tretji prizidek, Hermitani teater, ki ga je zasnoval Giacomo Quarenghi. Ta gradnja je zahtevala rušenje tretjega Zimskega dvorca.
Carica je bila v Ermitažu, obkrožena z umetnostjo in prijatelji, preprostejša kot v sosednjem Zimskem dvorcu; tam je carica prirejala majhne intimne večerje. Hlapci so bili izključeni iz teh večerij in na steni je bilo napisano: »Sedite, kamor izberete in to prosim, ne da bi se vam to ponovila tisočkrat.«
Katarina je bila tudi odgovorna za uvedbo trajne naklonjenosti vsem francoskim stvarem na ruskem dvoru. Medtem ko ji osebno ni bila všeč Francija, se njena nestrpnost ni razširila na njeno kulturo in navade. Francoščina je postala jezik dvora; ruski jezik se je uporabljal samo, ko se je govorilo s služabniki in podrejenimi. Ruska aristokracija je bila spodbujena k prevzemanju filozofije Molièra, Racina in Corneilla. Zimski dvorec naj bi služil kot vzor številnim ruskim dvorcem, ki so pripadali Katarinini aristokraciji, vsi pa so bili, podobno kot sam Zimski dvorec, zgrajeni s suženjskim delom ruskih kmetov. Prefinjenost in manire v Zimskem dvorcu so bile v velikosti v nasprotju z mračno resničnostjo življenja zunaj pozlačenih sten. Leta 1767, ko je Zimski dvorec rasel v bogastvu in sijaju, je carica izdala edikt, s katerim je razširila rusko tlačanstvo. V času svoje vladavine je dodatno zasužnjila več kot milijon kmetov. Dela so se na Zimskem dvorcu nadaljevala vse do smrti carice leta 1796.

### Pavel I., Aleksander I. in Nikolaj I. (1796–1855)
Katarino Veliko je nasledil njen sin Pavel I. V dneh njegove vladavine je novi car (o katerem je britanski veleposlanik poročal, da »ni po njegovem mnenju«) povečal število vojakov, nameščenih v Zimskem dvorcu in postavil stražarnice na vsakih nekaj metrov okoli stavbe. Na koncu je bil paranoičen za svojo varnost in ni maral nič, kar je bilo povezano z njegovo mamo, v celoti je zavrgel Zimski dvorec in na rojstnem kraju zgradil grad svetega Mihaela kot svojo rezidenco v Sankt Peterburgu. Car je naznanil, da želi umreti na mestu, kjer se je rodil. Tam so ga umorili tri tedne po preselitvi leta 1801. Pavla I. je nasledil njegov 24-letni sin Aleksander I., ki je vladal Rusiji v kaotičnem obdobju napoleonskih vojn. Po Napoleonovem porazu leta 1815 se je vsebina Zimskega dvorca še izboljšala, ko je Aleksander I. kupil umetniško zbirko nekdanje francoske cesarice Joséphine. Ta zbirka, del nje je bil plen, ki ga ji je dal njen bivši mož Napoleon, je vsebovala številne stare mojstre, med njimi Rembrandtov Spust s križa in štiri skulpture Antonia Canove.
Aleksandra I. je leta 1825 nasledil brat Nikolaj I.. Car Nikolaj je bil odgovoren za današnji izgled in postavitev dvorca. Ne le, da je veliko spremenil v notranjosti dvorca, ampak je bil tudi odgovoren za njegovo popolno obnovo po požaru 1837.

## Arhitektura
Kot zaključena je prevladujoča zunanja oblika arhitekture Zimskega dvorca s svojo dekoracijo v obliki kiparskega okrasa in razkošnimi štukaturami na pedimentih nad fasadami in baročnimi okni. Zunanjost je bila dokončana med vladanjem cesarice Elizabete. Glavne fasade, tiste, ki so obrnjene na Dvorni trg in reko Nevo, so bile vedno dostopne in vidne javnosti. Za granitnimi stenami se skrivajo le stranske fasade, ki skrivajo vrt, ki je nastal v času vladavine Nikolaja II. Stavba je bila zamišljena kot mestni dvorec in ne kot zasebni dvorec v parku, kakršen je bil Versailles.
Arhitekturna tema se nadaljuje v celotni notranjosti dvorca. Prvo nadstropje, ki je piano nobile, odlikujejo okna višja od nadstropij nad in spodaj. Vsako okno je od soseda razdeljeno s pilastrom. Ponavljajočo se monotonost dolgih raztežajev lomi le simetrično postavljen rahlo štrleč obok, ki ima številne svoje majhne portike. Ta tema je bila stalna pri vseh poznejših obnovah in spremembah dvorca. Edine zunanje spremembe so bile v barvi: dvorec  je bil v različnih obdobjih zgodovine pobarvana v različnih odtenkih. V 18. stoletju je bil dvorec obarvan slamnato rumeno z belim in pozlačenim ornamentom. Pod Nikolajem I. leta 1837 je bil pobarvan s pusto rdečo, kar je ostalo skozi revolucijo in zgodnje sovjetsko obdobje. Po obnovitvenih delih po drugi svetovni vojni so jo obarvali zeleno z ornamentom v beli barvi, ki je bila standardna sovjetska barvna shema za baročne stavbe. (Palača Stroganov je bil na primer v tem obdobju tudi zeleno-bel.)
V notranjosti dvorca se pojavlja kot kombinacija baroka in neoklasike. Malenkost Rastrellijevega notranjega rokoko oblikovanja je ohranjenega; le Jordansko stopnišče in Velika cerkev sta v svojem prvotnem slogu. Spremembe notranjosti so bile v veliki meri posledica vplivov arhitektov, ki jih je v zadnjih letih svojega življenja zaposlila Katarina Velika, Starova in Quarenghija, ki sta začela spreminjati velik del notranjosti dvorca, kot ga je zasnoval Rastrelli. Katarina si je vedno želela najnovejše mode in v času njenega vladanja so se močnejši neoklasicistični arhitekturni vplivi, ki so bili v zahodni Evropi od poznih 1760-ih, počasi pomikali proti Sankt Peterburgu. Neoklasicistična notranjost je bila še poudarjena in razširjena v času vladavine Katarininega vnuka Nikolaja I.
Quarenghi je zaslužen za uvedbo neoklasicističnega sloga v Sankt Peterburg. Njegovo delo je skupaj z delom Karla Ivanoviča Rossija in Augusta de Montferranda Sankt Peterburg postopoma spremenilo v mesto Empir sloga. Montferrand ni samo ustvaril nekaterih največjih neoklasicističnih notranjosti dvorca, ampak je bil tudi odgovoren za postavitev Aleksandrovega stebra v času vladavine Nikolaja I. na novoustanovljenem Dvornem trgu.
Zimski dvorec je bil dolgo časa najvišja stavba v mestu. Leta 1844 je Nikolaj I. ukazal, da morajo biti zasebne hiše vsaj 1 sažen (2,13 m) nižje od Zimskega dvorca. To pravilo je veljalo do leta 1905.

### Notranjost
Zimski dvorec naj bi imel 1500 sob, 1786 vrat in 1945 oken. Glavna fasada je dolga 150 m in visoka 30 m. V pritličju so bili večinoma birokratski in domači uradi, drugo nadstropje je bilo dodeljeno stanovanjem za višje dvorjane in visoke uradnike. Glavne sobe in bivalni prostori carske družine so v prvem nadstropju, piano nobile. Velike državne sobe, ki jih je uporabljal dvor, so razporejene v dveh enfiladah, z vrha Jordanskega stopnišča. Prvotni baročni apartma carice Elizabete, ki teče proti zahodu, proti Nevi, je v letih 1790–93 popolnoma preoblikoval Giacomo Quarenghi. Izvirno enfilado petih državnih sob je preoblikoval v skupek treh ogromnih dvoran, okrašenih z umetnimi marmornatimi stebri, bas reliefi in kipi.
Za Katarino II. je bil ustvarjen drugi nabor državnih sob, ki vodijo proti jugu do Velike cerkve. Med leti 1787–95 je Quarenghi temu apartmaju dodal novo vzhodno krilo, v katerem je bila velika prestolna dvorana, znana kot Dvorana svetega Jurija, ki je pozimi združila Zimski dvorec s Katarinino manj formalno palačo, Ermitaž. Ta apartma je bil spremenjen v 1820-ih, ko je iz niza majhnih sob nastala Vojaška galerija v počastitev poraza Napoleona. To galerijo, ki jo je zasnoval Aleksander I., je zasnoval Carlo Rossi in je bila zgrajena med junijem in novembrom 1826 pod Nikolajem I.; otvoritev je bila 25. oktobra 1826. Za galerijo je car naročil 332 portretov generalov, ki so bili pomembni za poraz Francije. Umetnik je bil Britanec George Dawe, ki je prejel pomoč Aleksandra Polyakova in Wilhelma August Golicke.
Nikolaj I. je bil odgovoren tudi za ustvarjanje galerij bitk, ki zasedajo osrednji del fasade palače. Aleksander Briullov jih je preoblikoval v spomin na ruske zmage pred letom 1812. Takoj ob teh galerijah, ki so častile francoski poraz, so bile sobe, kjer je Maksimilijan, vojvoda Leuchtenberški, Napoleonov pastor in carjev zet živel v prvih dneh svoje poroke.